# Heike Henkel
Heike Henkel, född Redetzky den 5 maj 1964, Kiel, Schleswig-Holstein, Västtyskland, är en före detta tysk friidrottare som tävlade i höjdhopp.
Henkels första internationella mästerskap var Olympiska sommarspelen 1984 i Los Angeles där hon slutade delad elva efter att ha klarat 1,85. Hon deltog även vid EM 1986 i Stuttgart där hon blev sexa efter att ha klarat 1,90. Året efter deltog hon vid VM inomhus i Indianapolis där hon slutade på sjätte plats efter att klarat 1,91. 
Henkels första internationella medalj vanns vid EM inomhus 1988 i Budapest där hon slutade tvåa på 1,97 efter grenens dominant bulgariskan Stefka Kostadinova. Samma år deltog hon vid Olympiska sommarspelen i Seoul där hon inte tog sig vidare till finalen. 
Hennes första medalj vid ett VM kom vid inomhus VM 1989 i Budapest där hon blev trea på 1,94 efter Kostadinova och Tamara Bykova. 1990 blev hon europamästare inomhus när hon vann EM-guld i Glasgow efter att ha klarat 2 meter. Samma år blev hon även europamästare utomhus efter att ha klarat 1,99 vid EM i Split.
Framgångarna fortsatte under 1991 då hon först vann VM-guld inomhus i Sevilla med ett hopp på 2,00. Senare vann hon även VM-guld utomhus vid VM i Tokyo efter att ha klarat 2,05 meter, vilket även blev hennes personliga rekord. 
Henkel inledde 1992 med att försvara sitt guld vid EM inomhus där hon hoppade 2,02. Samma år hoppade hon även 2,07 inomhus vilket gällde som världsrekord tills Kajsa Bergqvist 2006 hoppade 2,08. Henkel deltog vid Olympiska sommarspelen 1992 i Barcelona där hon även blev olympisk mästare efter att ha klarat 2,02. 
Vid VM inomhus 1993 slutade Henkel tvåa på 2,02 samma höjd som segraren Kostadinova klarade av. Hennes sista mästerskap var VM inomhus 1995 där hon slutade på tredje plats efter att ha klarat 1,99.